# Harmincszög
A geometriában a harmincszög egy harminc oldalú sokszög.

## Alapvető tulajdonságok
A szabályos sokszögek szögeire ismert képlet n = 30 esetben a következőt adja:
{\displaystyle \alpha ={\frac {(n-2)}{n}}\cdot 180^{\circ }={\frac {28}{30}}\cdot 180^{\circ }}
tehát kb. 168°.
Területére a következő adódik:
{\displaystyle A={\frac {15}{2}}a^{2}\operatorname {ctg} {\frac {\pi }{30}}\approx 71{,}3577a^{2}}

## A szabályos harmincszög szerkesztése
Mivel 30 = 2 × 3 × 5, a szabályos harmincszög megszerkeszthető körző és vonalzó segítségével.